# Escalada de adherencia

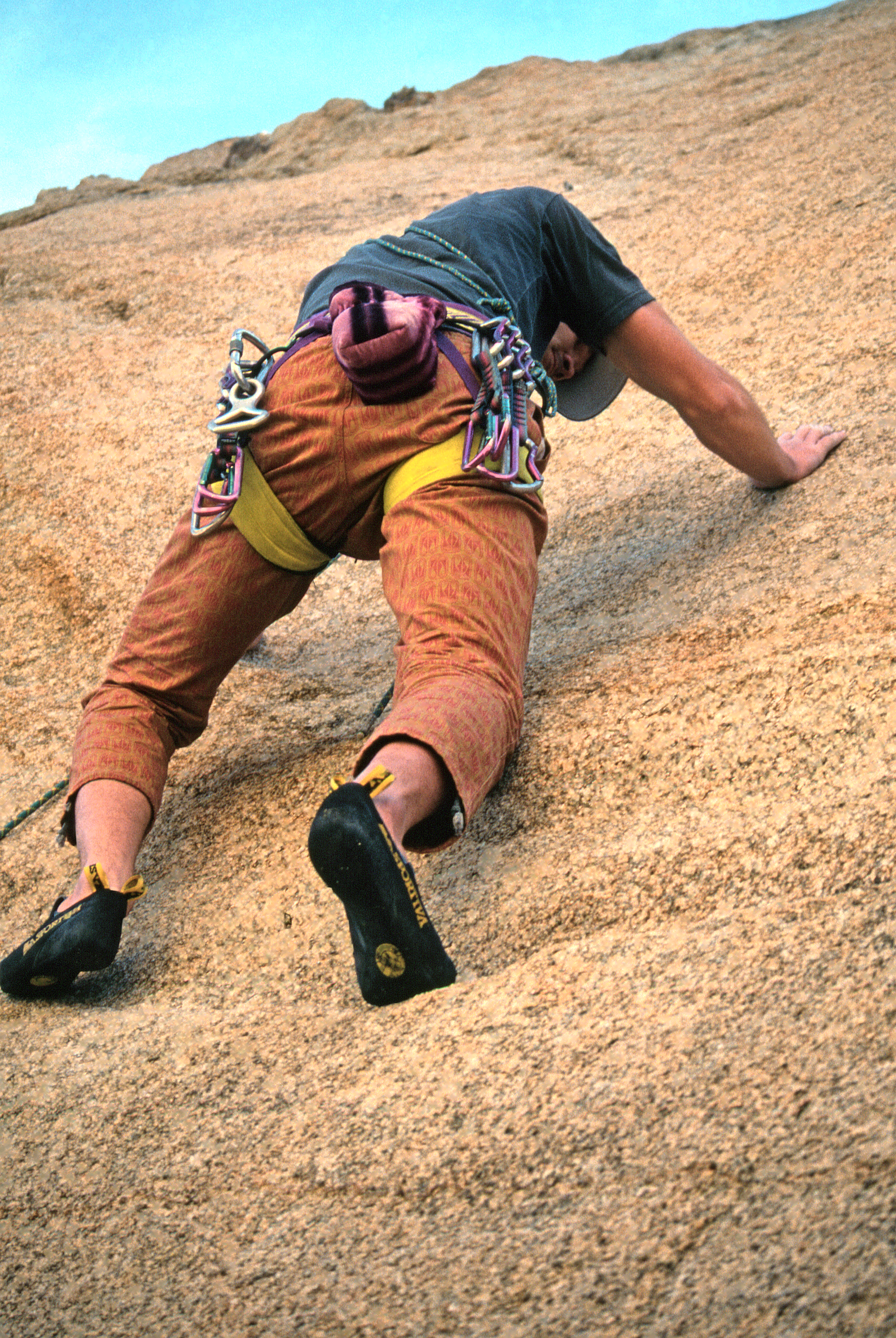
Un escalador posicionado en una pared.

La escalada en adherencia es un tipo de escalada en roca donde la superficie de la roca está en un ángulo menos inclinado que la vertical. Se caracteriza por movimientos dependientes del equilibrio y de la fricción. A menudo no es adecuada para hacer en cordada, ni escalable desde la base de la pared, a menos que tenga pernos pretaladrados para proteger la escalada, lo que hace que la mayoría de las escaladas sean en placas, ya sean ascendidas con cuerda superior o en escalada deportiva. Es un tipo de escalada en pared y es muy diferente de la escalada en fisuras. La escalada en adherencia es un área relativamente nueva de escalada, que se ha vuelto más popular en los últimos 30 años, y actualmente se están realizando algunas rutas de mayor graduación.

## Historia
El ascenso de placas que no suelen tener grietas u otros elementos de agarre no ofrece elementos de protección. Por lo tanto, las ascensiones por adherencia generalmente se descubren mucho después de que se hayan escalado todas las grietas, ya que existen rutas más fáciles hacia la cumbre. Pueden ser peligrosas de ascender con la protección tradicional o con un equipo removible que se adapta a las características de la roca, debido a la escasez de elementos naturales donde colocar la protección. De este modo, existen recorridos largos donde el escalador puede estar expuesto a caídas prolongadas. Como resultado, no fue hasta la introducción de las rutas con tornillos cuando se pudieron escalar las vías en placa. El mayor avance técnico en la escalada de adherencia llegó a principios de 1980, cuando "el Buzo", un escalador asiduo a La Pedriza, descubrió por casualidad la goma "cocida" al recauchutar su calzado mezclando para ello diferentes tipos de cauchos, lo que hizo que la escalada en adherencia fuese más factible. Antes de esto, la mayoría de las escaladas se realizaban con botas o incluso pies de gato traídos de Francia, pero cuya suela carecía de la excepcional adherencia de la goma cocida. Este avance técnico generó un aumento considerable del número de nuevas rutas, sumado a una nueva mentalidad de escalada deportiva, la cual permitía descolgarse desde arriba para instalar los seguros. Esto abrió muchos debates sobre la ética en la escalada, ya que hasta el momento la forma de abrir una nueva vía era de abajo arriba y en el caso de la escalada de adherencía, poner los anclajes (normalmente buriles o SPIT) a mano y en equilibrio, generando vías con distancias muy considerables entre seguras y con un condicionante psicológico muy alto. Una nueva generación de escaladores ha comenzado a revivir la escalada por adherencia, superando algunas de las rutas más difíciles del mundo.

## Técnicas

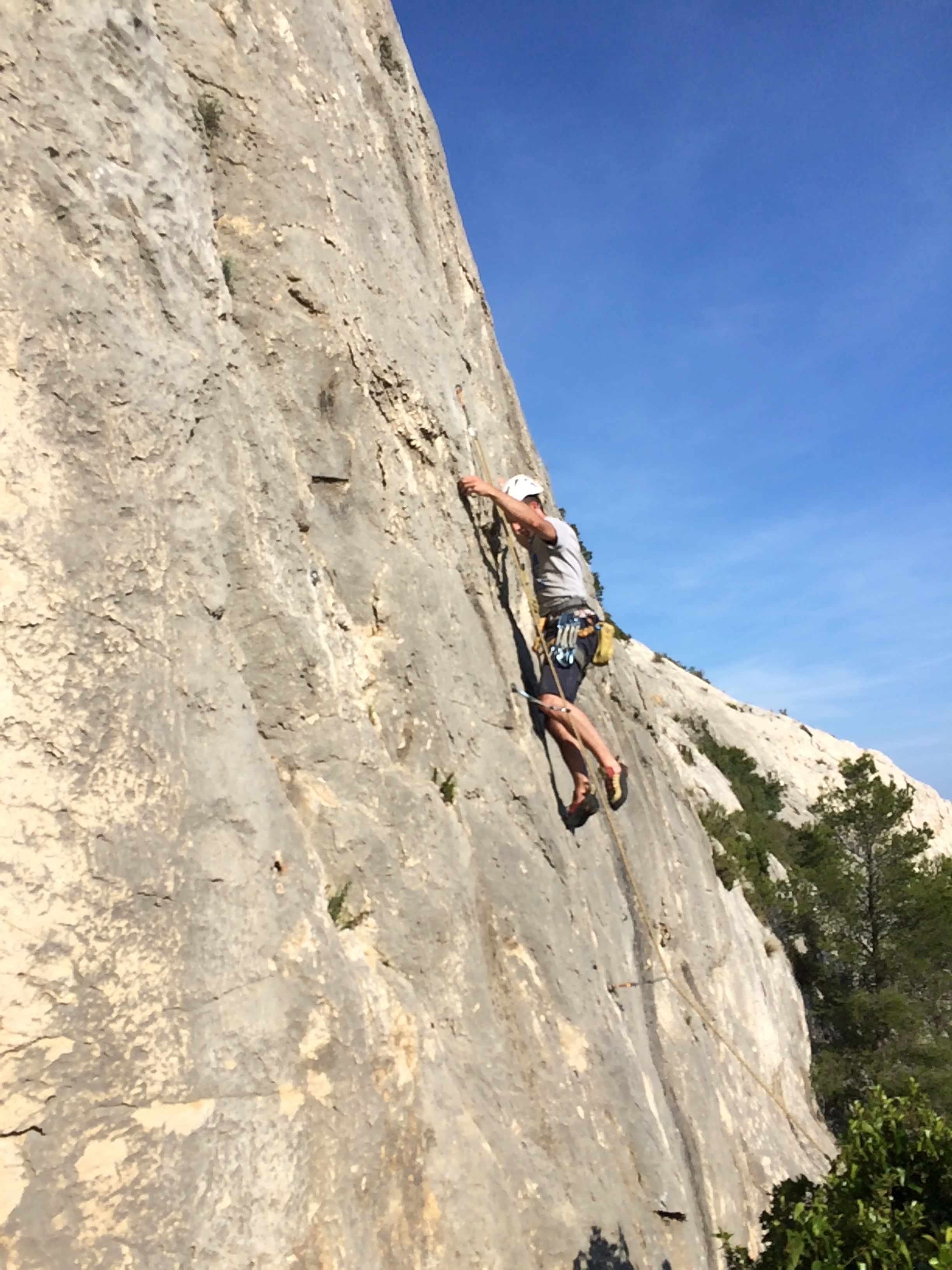
Un escalador ascendiendo en la roca, en los Calanques, Francia.

La escalada de adherencia es uno de los estilos de escalada más exigentes técnicamente. A diferencia de las rutas extraplomadas o verticales, donde los músculos fuertes son muy importantes, la escalada en placas exige una concentración intensa y una colocación precisa de los pies.

### Adherencia

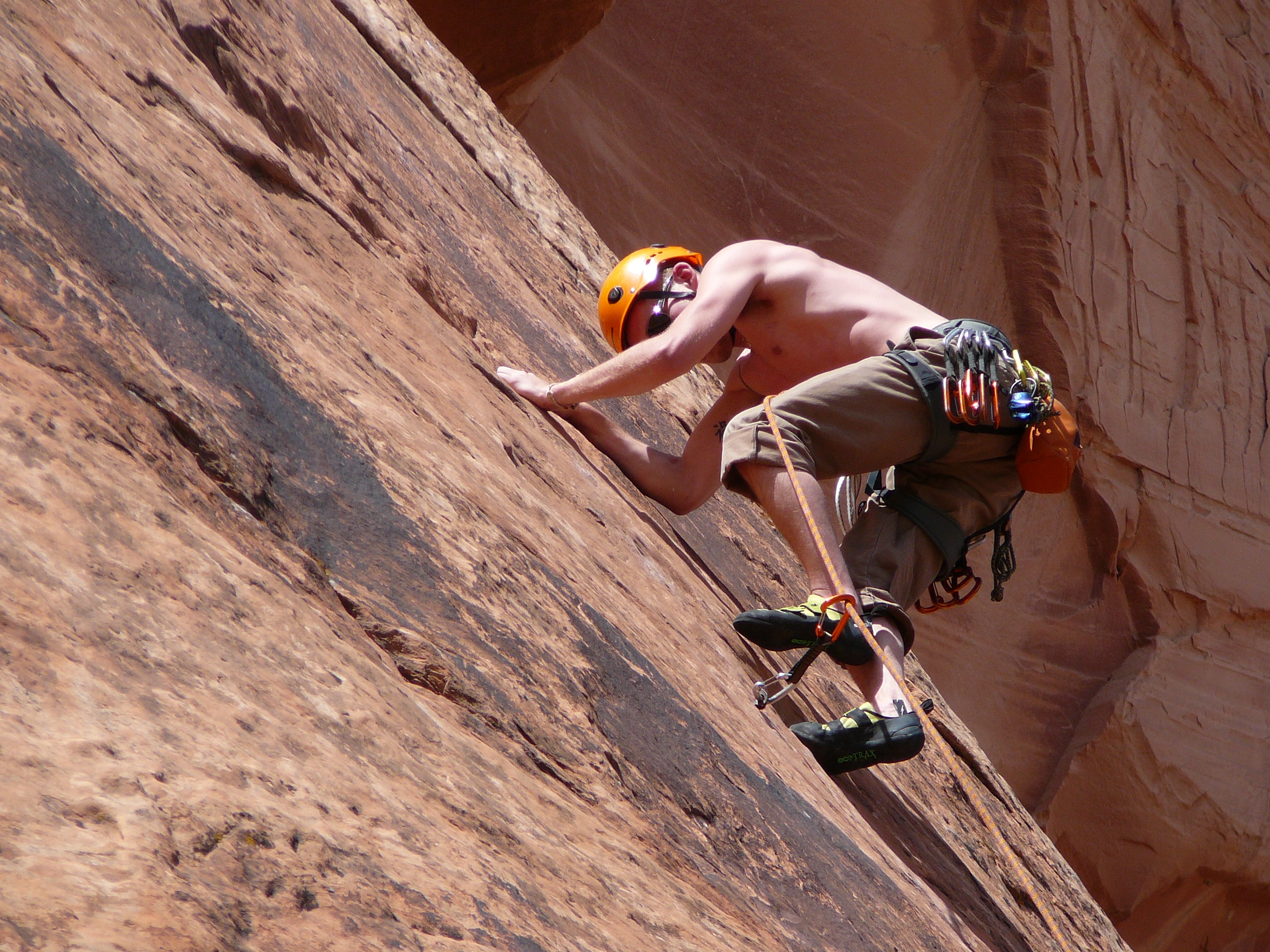
Un escalador ascendiendo en la roca, cerca de Moab, Utah, EE. UU..

Una técnica central utilizada en las paredes de placa es la adherencia: colocar un pie directamente sobre roca lisa donde no existe ningún relieve. Se aplica presión y la fricción entre el calzado y la roca permite que el escalador se mueva por la pared. El rendimiento de la adherencia depende del calzado del escalador y del tipo de roca. Los pies de gato aumentan la fricción. La roca lisa, como la cuarcita, es difícil de adherir, mientras que la arenisca o el granito son mucho más fáciles. El ángulo de la pared también juega un papel importante en la dificultad del movimiento. Una placa de 60 grados es más fácil de adherir que una losa de 80 grados. Una buena adherencia requiere la mayor cantidad posible de superficie del calzado en contacto con la roca. El pie debe mantenerse plano, en lugar de usar solo las puntas de los dedos para adherir.

### Colocación del cuerpo
Los escaladores deben mantener su centro de gravedad directamente sobre sus pies al escalar placas. Un escalador que mantiene su peso demasiado cerca de la pared corre el riesgo de empujar sus pies fuera de la pared. Esto significa que un escalador a menudo tendrá sus caderas lejos de la roca, lo cual es lo opuesto a la técnica de escalada tradicional. Las manos del escalador, a menudo se usan para ayudar en esta posición empujando contra la pared.

### Movimiento
Escalar placas requiere un movimiento suave sobre la roca, en lugar de movimientos largos y espasmódicos. Deben tomarse pasos cortos para mantener el equilibrio, y los brazos deben mantenerse en contacto con la roca. Escalar placas casi nunca tiene movimientos dinámicos.

### Caídas
La caída suele ser peligrosa en placa debido a la poca protección y la naturaleza de la roca. El escalador a menudo se desliza o cae por la roca, en lugar de caer por el aire. Esto puede causar lesiones graves en la piel. Al caer, los escaladores intentan mantenerse erguidos y deslizarse en lugar de caer.

## Tipos de roca
La roca rugosa es excelente para escalar placas. La piedra arenisca y el granito son excelentes para este tipo de escalada, porque la roca tiene mucha fricción, lo que facilita la adherencia. Las ascensiones en piedra caliza son más difíciles debido a la suavidad de la roca, y las placas de cuarcita son aún más difíciles debido a la naturaleza pulida de la roca.